# Bulbophyllum guttulatum
Bulbophyllum guttulatum (tên tiếng Anh là Small-spotted Bulbophyllum) là một loài phong lan.

## Hình ảnh

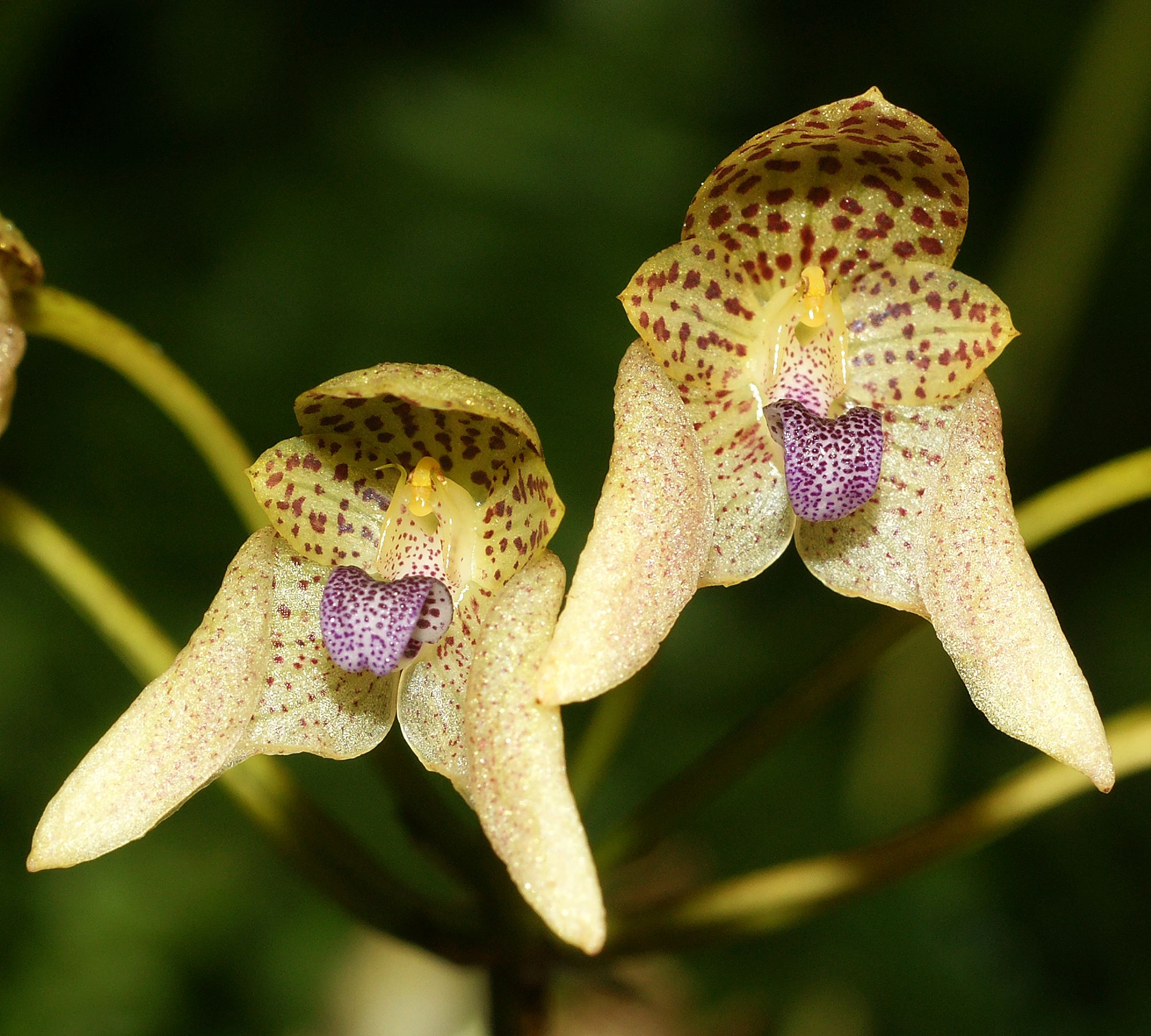
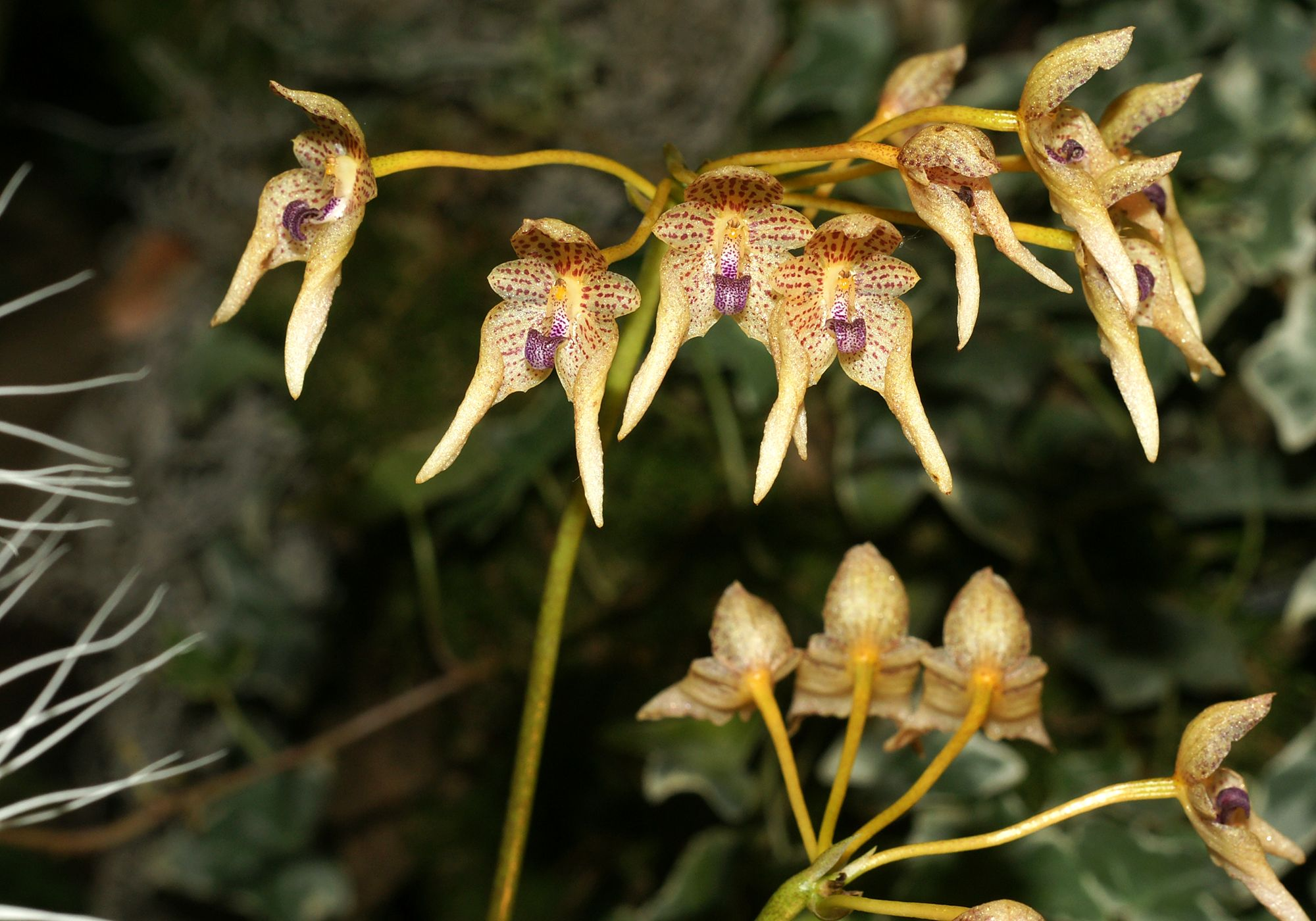